# Potres v Pafosu (1953)
Potres v Pafosu leta 1953 je prizadel Britanski Ciper (današnji Ciper) zjutraj 10. septembra ob 06:05 EET. Imel je magnitudo Ms 6,5 na lestvici magnitude površinskega vala in je imel največjo intenziteto X (ekstremno) na modificirani Mercallijevi lestvici intenzitete. Epicenter tega potresa je bil ob zahodni obali otoka, blizu mesta Pafos, kjer je umrlo 40 ljudi, najmanj 100 pa je bilo ranjenih. Čutili naj bi ga na Rodosu v Turčiji, Egiptu, Libanonu in Kastelorizu.

## Geološki pogoji
Ciper je zagozden v zapletenem območju interakcije med Anatolsko (ki je del večje Evrazijske plošče) in Afriško ploščo. Ti dve plošči trčita vzdolž Ciprskega loka, meje plošče, ki poteka južno od otoka. To cono subdukcije izravna majhen transformacijski prelom, znan kot Paphos Transform Fault. Meja plošče, skupaj s transformacijo Mrtvega morja in vzhodnoanatolskim prelomom, se prilagaja gibanju afriške in arabske plošče. To je povzročilo zmerno uničujoče potrese srednje jakosti, vključno z magnitudo 7,1–7,5 leta 1222, ki je povzročil veliko opustošenje otoka in povzročil cunami.

## Potres
Potres 10. septembra je bil povezan z zdrsnim prelomom vzdolž ali blizu Paphos Transform Fault. To bi bil eden najmočnejših potresov, ki so jih kdaj čutili v regiji. Štirideset ljudi je bilo ubitih in 100 ranjenih, predvsem zaradi zrušitev, ko so trupla vlekli iz ruševin. Dodatnih 4000 jih je ostalo brez domov v 158 prizadetih mestih in vaseh. Potres je sprožil tudi zemeljske plazove, ki so dodatno poškodovali skupnosti. Tresenje je spremljal majhen cunami, katerega valovi so bili vidni vzdolž obale Pafosa brez poškodb. Skupna škoda zaradi potresa je bila ocenjena na 2 milijona funtov (stopnja iz leta 1953).

## Odziv
Rehabilitacijo in pomoč je zagotovila vlada Združenega kraljestva. 13. septembra so Kraljeve zračne sile preletele šotore in zaloge pomoči, medtem ko je Kraljeva mornarica plula skozi Sueški prekop, da bi prispevala k prizadevanjem za obnovo. Odeje in oblačila je prizadetim priskrbel britanski Rdeči križ.